# 北西小島
北西小島（ほくせいこじま）は、沖縄県石垣市登野城尖閣の尖閣諸島の久場島の北西にある無人島である。

## 概要
日本の排他的経済水域（EEZ）の基点となる島である。EEZの基点となるにもかかわらず名称が不明であったが、2012年1月16日、日本政府は本島を含む39のEEZの基点となる無名の無人島について、地元自治体などに呼称を照会した上で、同年3月末までに命名する方針を示した。
同年1月30日には、そのうち本島の名称が北小島に内定したと報じられ、3月2日には内定通りに名称が決定したことが発表された。また、本島と同時に、久場島付近の他の2島も北小島、北東小島と命名されるとともに、大正島付近にある無名島のひとつも北小島と命名された。電子国土ポータルにおいては決定した名称が記載されており、紙ベースの地図については版の更新に合わせて順次名称を掲載していく予定。
なお、今回の命名では、北海道松前町松前大島付近の島も、本島と同じく北西小島と命名された。
本島を含む尖閣諸島は、日本が自国領土として実効支配しているが、中華人民共和国及び中華民国も領有権を主張している。中国では、海豚岛と呼ばれる。
2023年2月3日に公表した内閣府は、日本の国境離島に関する報告書のなかで北西小島含む4島が満潮時に沈むと確認し、国連海洋法条約で定める島の定義から外れた。